# Hassunacultuur
| Geschiedenis van Mesopotamië |                                              |                                              |                                              |                                                                        |                                                                        |                                                                        |                                                                        |
| Prehistorisch Mesopotamië pre–3100 v. Chr. Hassunacultuur 6400-5800 Samarracultuur 5500-4800 Halafcultuur 5500-4500 Obeidcultuur 5500-4000 Urukperiode 4000-3100                              |                                              |                                              |                                              |                                                                        |                                                                        |                                                                        |                                                                        |
| Sumerië Jemdet Nasr-periode 3100-2900 Vroeg-dynastieke periode 2900-2350 Ebla 2500-2350 — Mari 2900- 1750 Akkadische Rijk 2350-2150 Guti-overheersing 2212–2120 Neo-Sumerische Rijk 2120–2004 |                                              |                                              |                                              |                                                                        |                                                                        |                                                                        |                                                                        |
| Tijd van Isin en Larsa 2004–1763 v. Chr. | Tijd van Isin en Larsa 2004–1763 v. Chr.     | Tijd van Isin en Larsa 2004–1763 v. Chr.     | Tijd van Isin en Larsa 2004–1763 v. Chr.     | Oud-Assyrische periode 2000–1756 v. Chr.                               | Oud-Assyrische periode 2000–1756 v. Chr.                               | Oud-Assyrische periode 2000–1756 v. Chr.                               | Oud-Assyrische periode 2000–1756 v. Chr.                               |
| Babylonië Oud-Babylonische Rijk 1750-1595 |                                              |                                              |                                              |                                                                        |                                                                        |                                                                        |                                                                        |
| Karduniaš 1590-1100 Midden-Babylonische Rijk | Karduniaš 1590-1100 Midden-Babylonische Rijk | Karduniaš 1590-1100 Midden-Babylonische Rijk | Karduniaš 1590-1100 Midden-Babylonische Rijk | Mitanni 15e eeuw Midden-Assyrische Rijk 1400-1200 Hanigalbat 1400-1200 | Mitanni 15e eeuw Midden-Assyrische Rijk 1400-1200 Hanigalbat 1400-1200 | Mitanni 15e eeuw Midden-Assyrische Rijk 1400-1200 Hanigalbat 1400-1200 | Mitanni 15e eeuw Midden-Assyrische Rijk 1400-1200 Hanigalbat 1400-1200 |
| Nieuw-Assyrische Rijk 900-609 |                                              |                                              |                                              |                                                                        |                                                                        |                                                                        |                                                                        |
| Nieuw-Babylonische Rijk 626-539 |                                              |                                              |                                              |                                                                        |                                                                        |                                                                        |                                                                        |
| Portaal Geschiedenis Portaal Mesopotamië |                                              |                                              |                                              |                                                                        |                                                                        |                                                                        |                                                                        |

De Hassunacultuur is een archeologische cultuur van het Keramisch Neolithicum in Noord-Mesopotamië (Irak en Syrië). Het voor deze cultuur karakteristieke aardewerk werd voor het eerst ontdekt in een diepe opgravingssleuf in de onderste laag van Ninive, maar werd pas als een onafhankelijke cultuur erkend na opgravingen in 1943-1945 door het Nationaal Museum van Irak op de vindplaats Tell Hassuna. De meeste kennis over de Hassunacultuur werd echter opgedaan door Sovjetarcheologen tijdens de opgravingen van Yarim Tepe in de jaren 60 en 70 van de 20e eeuw.
Vanwege de overlap met de Samarracultuur in zowel tijdsperiode als in geografisch gebied worden deze vaak samen als een Hassuna-Samarracultuur beschouwd. 

## Tijdsperiode en geografische locatie
De Hassunacultuur dateert van ongeveer 6400-5800 v. Chr., volgens andere bronnen 6500-5500 of 6300-5800 v.Chr. 
Keramiekvondsten doen veronderstellen dat de Hassunacultuur zich over grote delen van Noord-Mesopotamië uitstrekte. Het kerngebied van de cultuur ligt echter aan de middenloop van de Tigris, in het zuidoosten begrensd door de Grote Zab. In nederzettingen buiten deze grens was er een vermenging met artefacten van de Samarracultuur.

## Vondsten
De Hassunacultuur is vooral bekend om zijn karakteristieke aardewerk. Daarnaast zijn er architectonische resten, grafresten en kleine vondsten. De nederzettingen telden doorgaans 100 tot 200 inwoners. 

### Aardewerk
Het Hassuna-keramiek is verdeeld in twee soorten. De archaïsche Hassuna-waren staan sterk in de traditie van de Umm Dabaghiyah-cultuur en omvat handgevormd, ruw vaatwerk dat op lage temperatuur werd gebakken. De tweede soort is klassiek dunwandig aardewerk van rode klei, met gedeeltelijk zwarte oppervlakken, versierd met insnijdingen en vervolgens glanzend gepolijst.
Klassiek Hassuna-aardewerk is lichter dan het archaïsche vaatwerk en is beschilderd of met ingekraste arceringen gedecoreerd, en is over het algemeen niet gepolijst. Kenmerkend zijn bolvormige vaten met lage halzen, waarbij het bovenste gedeelte is versierd met ingesneden visgraatmotieven en patronen met driehoeken, soms met halve manen en punten. Ondiepe kommen met een gegroefde bodem, waarschijnlijk gebruikt voor het pellen van peulvruchten, zijn ook kenmerkend voor zowel archaïsch als klassiek aardewerk. Naast het klassieke Hassuna-aardewerk verschijnen ook vaak Samarra-waren in Hassuna-nederzettingen en vice versa.

### Architectuur
Opvallend is het ontbreken van enige architectuur in de onderste archeologische lagen van de Hassuna-cultuur. In plaats daarvan zijn er alleen ovens en grote kuilen gevuld met aarde en puin. Aangenomen wordt dat deze lagen de beginfase van de bouwactiviteiten weerspiegelen, die diende voor de winning van bouwmateriaal.
In de vroege lagen bevinden zich vaak ronde gebouwen, typisch voor het prekeramisch neolithicum. In Yarim Tepe I hadden deze een diameter van 2,5 tot 3 meter en bevatten ze resten van botten van dieren, sieraden en vaatwerk, evenals menselijke skeletten onder de vloeren, zoals gebruikelijk op veel plaatsen in het oude Midden-Oosten. Mogelijk waren dit geen woningen. In Hassuna hadden de ronde gebouwen daarentegen een diameter tot 5 meter met binnenwanden die deze in verschillende kamers verdeelden. Ze bevatten aardewerk, ovens en as, evenals werktuigen van been en steen en afval, wat erop wijst dat deze gebouwen wel als woonruimte werden gebruikt.
Naast de ronde gebouwen waren er ook rechthoekige gebouwencomplexen, die bestonden uit meerdere ongeveer vierkante kamers met een vloeroppervlak tot 4 m² en wanddiktes tot 35 cm. Terwijl aanvankelijk ongeveer 3-5 van dergelijke kamers, vaak met ovens aan de buitenkant, een complex van onduidelijke functies vormden, steeg het aantal kamers gestaag. Rijen van verschillende lage, parallelle muren zouden funderingen kunnen zijn van opslaghuizen of gebouwen om graan te drogen.
Met het verschijnen van klassieke Hassuna- en Samarra-waren bereikte de architectuur ook een nieuw niveau van verfijning en planning. De meer gelijkmatig aangelegde rechthoekige huizen van de bovenliggende lagen bestonden uit meerdere kamers, waar soms cellen werden aangebouwd die vermoedelijk als opslagruimten dienden en via de daken bereikbaar waren. De daken bestonden voornamelijk uit leem en rietmatten,  verstevigd met houten palen. Er zijn geen aanwijzingen dat er bovenliggende verdiepingen waren, maar de daken werden waarschijnlijk als werkplekken gebruikt. De wanden en vloeren van deze huizen waren bepleisterd, de vloeren hadden soms een ondergrond van grind of rietmatten. Doorgangen waren voorzien van lemen dwarsliggers en pinnen voor deuren. Er waren ook banken van leem, vaak samen met grote wrijfschalen. Vrijwel alle gebouwen hadden een ronde of rechthoekige oven. Later verschenen ook grote tweekamerige ovens.

### Begravingen
De meeste in de Hassuna-nederzettingen gevonden skeletten zijn van kinderen. Deze werden meestal in kleipotten geplaatst, vaak onder de vloeren, maar ook onder de muren en drempels van huizen. De zeldzame skeletresten van volwassenen werden in ongeordende toestand in graanbakken of onder de vloeren van huizen gevonden, en in twee gevallen in holtes in muren van gebouwen. De meeste volwassenen werden waarschijnlijk buiten de nederzetting begraven.
Een specifieke oriëntering van de graven naar windrichting is niet herkenbaar, in tegenstelling tot latere tijdperken waarin de oriëntatie van de graven een cultische betekenis had. Er waren maar weinig grafgiften. Deze bestonden uit keramiek en botten van dieren, en in één geval een halsband.

### Kleinere artefacten
Stenen werktuigen zijn over het algemeen in kleine hoeveelheden gevonden. In de lagen met archaïsch Hassuna-aardewerk domineren gereedschappen van vuursteen duidelijk meer dan die van obsidiaan, terwijl in latere lagen het aandeel van obsidiaan-werktuigen aanzienlijk groter is. Deze gereedschappen omvatten schrabbers, boren, bijlen, hakken en sikkels, maar soms ook pijlpunten. Er zijn ook messen, knotskoppen, soms kommen, maalstenen en kralen van verschillende mineralen, waaronder serpentijn, carneool en turkoois gevonden.
Been werd voornamelijk verwerkt tot priemen, naalden en geslepen gereedschappen. Een schouderblad van een rund uit Yarim Tepe I heeft inkervingen die zijn geïnterpreteerd als notatie van rekenkundige bewerkingen.
Van aardewerk werden grote aantallen spintollen en slingerstenen gemaakt, die werden gebruikt voor de jacht. Ook zijn er voorwerpen gevonden met een zigzagpatroon, die voorlopers van stempelzegels zouden kunnen zijn, en kleine aardewerkproppen met verdikte uiteinden van waarvan werd vermoed dat het een soort lippluggen zou kunnen zijn.
Onder een kamer uit laag XII in Yarim Tepe is een loden armband gevonden. In laag V van Yarim Tepe I zijn ook een aantal vrouwelijke kleibeeldjes gevonden, die vermoedelijk rechtop stonden. Ze dragen hoge, kegelvormige hoofddeksels en waren onderaan versierd met linten. Uit dezelfde laag komt ook een beschilderde fluit van aardewerk. In Hassuna zijn ook vrouwenfiguurtjes gevonden.

## Economie
Onder de dierlijke resten bevinden zich gedomesticeerde soorten zoals varkens, runderen, schapen en geiten, naast wilde soorten zoals gazelle, onager, haas en wild zwijn. Hiermee kan de veehouderij en vooral de jacht als bron van vlees worden geïdentificeerd. Het grote aantal spintollen suggereert ook de productie van textiel.
Plantenresten omvatten gedomesticeerde soorten zoals gerst, tarwe, linzen en erwten. Hieruit kan worden geconcludeerd dat landbouw een verdere basis was voor de voedselvoorziening.
Obsidiaan is alleen gevonden in de vorm van afgewerkte werktuigen, niet als afval van de productie hiervan. Hieruit en uit het feit dat de Nemrut Dağı als bron kon worden geïdentificeerd, is geconcludeerd dat deze werktuigen afkomstig zijn van langeafstandshandel.